# 朱锦昌
朱锦昌（1946年—），山东蓬莱人，中华人民共和国政治人物。

## 生平
早年进入中国社科院工作。1988年，任财务基建计划局副局长、后升任局长。1999年，担任副秘书长兼财务基建计划局局长。2000年，升任秘书长。2002年，兼任社科院办公厅主任。2003年，兼任院社会政策研究中心主任。